# Anzor Kiknadze
Anzor Kiknadze (en georgiano: ანზორ კიკნაძე; 26 de marzo de 1934-17 de noviembre de 1977) fue un deportista soviético que compitió en judo.
Participó en los Juegos Olímpicos de Tokio 1964, obteniendo una medalla de bronce en la categoría de +80 kg. Ganó dos medallas en el Campeonato Mundial de Judo, en los años 1965 y 1967, y seis medallas en el Campeonato Europeo de Judo entre los años 1962 y 1968.

## Palmarés internacional
| Juegos Olímpicos   | Juegos Olímpicos                | Juegos Olímpicos  | Juegos Olímpicos |
| Año                | Lugar                           | Medalla           | Categoría        |
| ------------------ | ------------------------------- | ----------------- | ---------------- |
| 1964               | Tokio (Japón)                   | Medalla de bronce | +80 kg           |
| Campeonato Mundial |                                 |                   |                  |
| Año                | Lugar                           | Medalla           | Categoría        |
| 1965               | Río de Janeiro (Brasil)         | Medalla de bronce | Abierta          |
| 1967               | Salt Lake City (Estados Unidos) | Medalla de bronce | +93 kg           |
| Campeonato Europeo |                                 |                   |                  |
| Año                | Lugar                           | Medalla           | Categoría        |
| 1962               | Essen (RFA)                     | Medalla de oro    | Abierta (A)      |
| 1964               | Berlín Oriental (RDA)           | Medalla de oro    | Abierta (A)      |
| 1965               | Madrid (España)                 | Medalla de oro    | Abierta (A)      |
| 1966               | Luxemburgo (Luxemburgo)         | Medalla de oro    | Abierta          |
| 1967               | Roma (Italia)                   | Medalla de plata  | Abierta          |
| 1968               | Lausana (Suiza)                 | Medalla de plata  | +93 kg           |